# 艾倫斯維爾 (肯塔基州)
艾倫斯維爾（英語：Allensville）是位於美國肯塔基州托德縣的一個人口普查指定地區。

## 人口
根據2020年美國人口普查的數據，艾倫斯維爾的面積為2.97平方千米，當中陸地面積為2.95平方千米，而水域面積為0.02平方千米。當地共有人口175人，而人口密度為每平方千米58.92人。